# Xuân Thượng, Xuân Trường
Xuân Thượng là xã thuộc huyện Xuân Trường, tỉnh Nam Định, Việt Nam.
Xuân Thượng ngày xưa có tên là làng Thượng Miêu. Tri phủ Xuân Trường có tên là Từ Đàm tâu với triều đình đổi tên làng Thượng Miêu thành làng Thượng Phúc. Ngày 15.10.1952 Thủ tướng chính phủ ra nghị định 224/TTg đổi tên xã Thượng Phúc thành xã Xuân Thượng.
Xuân thượng phía Bắc giáp Xuân Châu, phía Tây giáp Xuân Hồng, phía Đông giáp xuân Thanh, phía nam giáp Xuân Thủy. Xã có 19 xóm, nay ghép các xóm lại còn có 9 xóm (đội).
Diện tích tự nhiên: 4 km². Dân số: 7.450người.
Nghề nghiệp thuần nông. Cách đây khoảng 20 năm Xuân Thượng có nghề đồng nát và làm bãi, nhờ đó mà kinh tế các hộ gia đình phát triền nhanh chống. Có nhiều chủ hộ tầm 30 tuổi mà đã có xe tải có nhà 2-3 tầng.Xuân Thượng có khoảng 250 xe tải lớn nhỏ. Xuân Thượng đang trên đà thay da đổi thịt. Trụ sở ủy ban nhân dân xã, Trường THCS,tiểu học, mấu giáo, Trạm y tế xã đều là nhà cao tầng cả. Đường giao thông liên xóm đều đổ bê tông rộng 2,5m. Các dòng họ đều có hội khuyến tài khuyến học, như họ: Đinh, Phạm, Đặng, Vũ... 
Song, còn một số vấn đề mà Đảng, chính quyền cần quan tâm chỉ đạo như:
1. Nước sạch: Hiện nay có tới 50% số hộ không có nước máy để dùng vì: công suất của máy (Lắp đặt năm 2000) chỉ đáp ứng được 500 hộ, đến nay (năm 2010)có khoảng 1.500 hộ sử dụng. Số kinh phí 1.000 hộ lắp đặt thêm để đâu mà không nâng cấp nhà máy nước. Đây là vấn đề quá bức xúc của nhân dân. Hơn nữa chất lượng nước sạch cũng là vấn đề đáng bàn vì nước gọi là sạch nhưng rất nhiều mùn hữu cơ còn sót lại, nước đục và có mùi tanh hôi.
2.Vấn đề trí thức-giáo dục:Dân xuân Thượng chiếm 70-80% các hộ đi làm đồng nát và buôn bán các nơi, do đó con cái cũng phải đi theo.Đáng lý ra Trường TH và THCS phải có 800-850 học sinh, hiện tại(năm 2010)hai trường này chỉ có khoảng 1/3 số HS trên. 2/3 số cháu theo bố mẹ,học hành sao nhãng thì làm sao có kiến thức, trình độ khoa học-kỹ thuật được. nếu cứ đà này khoảng 20-30 năm sau dân trí Xuân Thượng sẽ đi về đâu, đến đâu hay tụt hậu quá xa.
Đó là những vấn đề bức xúc trước mắt và lâu dài. Không hiểu Đảng và chính quyền xã có quyết sách gì không ???.
update: Đến năm 2021, vấn đề nước sạch đã được giải quyết cho nhân dân trong xã. Liên quan đến vấn đề 2 ở trên, tuy theo bố mẹ đi làm ăn nhưng công tác giáo dục vẫn được các bậc cha mẹ chú trọng cho nên vấn đề tri thức lớp trẻ không còn đáng lo. Bởi vì nơi làm bãi buôn bán chủ yếu thuộc khu vực thành thị đông dân cư, có hệ thông giáo dục tương đối tốt, đáp ứng đc nhu cầu rèn luyện của trẻ. Vấn đề lớn nhất mà nhân dân mong muốn là quê hương được đầu tư và thu hút được các dự án quy mô lớn để thay đổi bộ mặt xã nhà. Người dân có thể phát triển làm ăn trên chính mảnh đất của mình.